# Oshin van Armenië
Oshin (Armeens: Օշին) (1282 – 20 juli 1320) was koning van Armeens Cilicië van 1307 tot 1320. Hij was een zoon van Leo III van Armenië en Keran van Lampron, en een lid van de Hethumiden-dynastie.
Oshin werd koning na de dood van zijn neef Leo IV en broer Hethum II, die stierven door toedoen van emir Bilarghu. Hij begon zijn regeringsperiode met de opbouw van een groot leger om de Mongolen te verdrijven. Hij was voorstander van een unie tussen de Armeense kerken en de Rooms-Katholieke Kerk, wat binnen de bevolking op veel verzet stuitte.
Zijn zus Isabella van Armenië was getrouwd met Amalrik van Tyrus. Toen Amalrik de zeggenschap over Cyprus overnam van zijn broer, koning Hendrik II van Cyprus, hield hij Hendrik gevangen in Armenië. Hendrik werd echter vrijgelaten in 1310 nadat Amalrik was vermoord door huurlingen en keerde terug naar Cyprus.

## Huwelijken
Oshin trouwde drie keer:
- de eerste keer met zijn nicht, Isabel van Korikos, met wie hij een zoon had, de latere Leo IV (geb 1309). Zij overleed in 1310.
- de tweede keer met Isabella van Lusignan, een dochter van koning Hugo III van Cyprus en weduwe van Constantijn van Neghir, heer van Partzerpert. Oshin scheidde van haar rond 1316. Isabella overleed in 1319.
- de derde keer met Jeanne van Anjou in februari 1316 in Tarsus. Zij kregen een zoon, George (1317- 1323).

Oshin overleed op 20 juli 1320, en werd opgevolgd door zijn minderjarige zoon Leo IV (ook wel betiteld als Leo V). Vermoedelijk werd Oshin vergiftigd door zijn neef en zwager Oshin van Korikos.